# Землетрус в Ліжде (1975)
Землетрус у Ліце 1975 року стався в турецькому районі Лідже о 12:20 за місцевим часом (09:20 UTC) 6 вересня. Епіцентр поштовху магнітудою Ms 6,7 був розташований поблизу міста Ліце, а максимальна інтенсивність була VIII (сильна) за шкалою інтенсивності Меркаллі. Загинуло понад 2300 осіб.

## Тектонічна ситуація
У тектоніці Туреччини домінують наслідки триваючого зіткнення між Африканською та Євразійською плитами. Основним результатом цього зіткнення є вихід Анатолійської плити на південний захід шляхом зсуву вздовж Північноанатолійського та Східноанатолійського розломів. На схід від цих розломів межа плити є зоною ортогонального зіткнення з відносним зміщенням, поширеним на широку зону, що продовжується на північ аж до Великого Кавказу. Найбільшим розломом у межі плити є фронтальний насув Бітліс із західно-східним напрямом, і вважається, що землетрус 1975 року був спричинений рухом цієї структури.

## Пошкодження
Основна зона ураження була розташована поблизу міст Хані, Ліце та Кулп. У Лічі 12 із 13 махалей (ділянок) міста були повністю зруйновані. Пошкоджено 6 шкіл, 6 мечетей і 132 комерційні будівлі. У 188 селах навколо Ліце, які постраждали, 5555 будинків зазнали або серйозних пошкоджень, або повністю зруйнованих.

## Характеристики
Землетрус стався близько полудня без будь-якого попередження. Струшування тривало приблизно 20–24 секунди. За головним поштовхом пішли афтершоки, які тривали понад місяць. Механізм вогнища землетрусу припускає, що він був пов'язаний переважно з реверсним рухом на площині розлому, яка занурюється під кутом 45° на північний захід зі значним лівостороннім (лівобічним) компонентом.

## Відповідь

### Національний
Загалом 15 000 турецьких солдатів були залучені до рятувальних робіт, а перший персонал прибув лише через 3 години після землетрусу. Загалом на ремонт і реконструкцію уряд виділив 34 мільйони доларів.

### Міжнародний
Фінансова допомога міжнародної спільноти, як з державних, так і з приватних джерел, сягнула загальної суми 14 837 058 дол. США. Найбільший державний внесок був від Саудівської Аравії. До допомоги у вигляді продовольства та деяких інших поставок від іноземних агентств ставилися з підозрою, оскільки на корм тваринам продавали багато незнайомих консервів.

## Наслідки
Лише через 5 днів після землетрусу, після геологічного дослідження відповідних місць, було прийнято рішення перенести місто приблизно на 2 кілометри на південь від свого попереднього положення. До 29 жовтня 1975 року було завершено будівництво 1568 будинків, 40 магазинів, школи, мечеті та пекарні.